# 留坝县
33°36′N 106°55′E / 33.600°N 106.917°E
留坝县是中国陕西省汉中市所辖的一个县。位于陕西西南部，汉江支流褒河自北向南纵贯而下，全县总面积为1970平方公里（755.51 平方英里），常住人口约4万人。

## 行政区划
留坝县下辖1个街道办事处、7个镇：
紫柏街道、马道镇、武关驿镇、留侯镇、江口镇、玉皇庙镇、火烧店镇和青桥驿镇。

## 歷史
留坝之名，始见于明《一统志》，本名刘坝，相传留侯张良辟谷于境内紫柏山，因有留侯祠而得名留坝。

## 人口
根据第七次全国人口普查结果，2020年11月1日零时，全县人口的基本情况公布如下：全县户籍人口为41612人，常住人口为35325人。

## 交通
- 银昆高速公路留坝收费站
- 316国道过境。
- 南环路
- 土玉路

## 景點
每年秋季10月-11月為最佳賞楓季，10月下旬至11月中舉行紅葉節。
- 紫柏山國家森林公園
- 紫柏山風景區滑道
- 太子岭賞楓
- 光华山观云台
- 狮子沟高山牧场
- 情人谷露營
- 晏家坟银杏观赏园